# Simonas Stankevičius
Simonas Stankevičius (* 3. Oktober 1995 in Litauen) ist ein litauischer Fußballspieler.

## Karriere

### Vereine
Simonas Stankevičius begann seine Karriere in Litauen beim FK Rožynas. Im weiteren Teil seiner Juniorenzeit war er bei Ekranas Panevėžys, in der Nacionalinė Futbolo Akademija (deutsch: Nationale Fußball Akademie) und bis zum Jahr 2013 bei Leicester City in England aktiv. Im Jahr 2014 spielte der 19-Jährige Leihweise in fünf Partien bei Nuneaton Town in der fünftklassigen Conference National.

### Nationalmannschaft
Simonas Stankevičius spielte zunächst für die Juniorenteams Litauens, angefangen von der U-17 bis zur U-21. Sein Debüt für die A-Nationalmannschaft gab er im Länderspiel gegen die  Moldau im November 2013. Bei der Austragung des Baltic Cup im Jahr 2014 kam er zweimal zum Einsatz. Als Spieler von Leicester City war Stankevičius im März 2015 als Gegner der englischen Nationalmannschaft in der Qualifikation für die Fußball-Europameisterschaft 2016 im Wembley-Stadion aktiv.